# Rebelión de los penitentes
La rebelión de los penitentes o rebelión de los Tawwabin (en árabe: ثَوْرَة ٱلتَّوَّابِين‎: , Thawrah at-Tawwābīn) se refiere a la rebelión por parte de un grupo de chiíes de Kufa tras la Batalla de Kerbala para tomar venganza por el asesinato de Husáin ibn Ali, a quien habían invitado a Kufa en el año 680 d. C. (60 AH). El grupo era comandado por Solimán ibn Surad Juzai, uno de los compañeros del profeta islámico Mahoma. El ejército de los Tawwabin luchó contra el ejército omeya en la Batalla de 'Ayn al-Warda en enero de 685. Fueron derrotados y sus líderes fueron ejecutados.

## Contexto y formación de los Tawwabin
Tras el ascenso al poder del segundo califa omeya califa, Yazid I, los habitantes de Kufa invitaron a Husáin ibn Ali, nieto del profeta Mahoma e hijo del asesinado califa ortodoxo Ali ibn Abi Tálib, a comandar una rebelión en su contra. Mientras se dirigía a Kufa, Husáin fue asesinado en la Batalla de Karbala por fuerzas del gobierno omeya, y el soporte de estos primitivos chiíes de Kufa nunca se materializó. Los habitantes de Kufa se lamentaron y se culparon por no haber hecho nada para ayudar a Husáin. Guiados por estos sentimientos, un grupo de estos proalíes (simpatizantes de la casa de Alí, esto es, proto-chiíes) de Kufa, que se autodenominaron Tawwabin (esto es, 'los penitentes') dieron inicio a un movimiento organizado. La revuelta inició bajo el liderazgo de cinco seguidores del padre de Husáin, Ali ibn Abi Talib, y estaba compuesta inicialmente por cien habitantes de Kufa, todos con edades de sesenta años o más. Sostuvieron su primera reunión en casa de Solimán ibn Surad Juzai, un compañero de Mahoma, en el año 61 AH (680/81 d. C.), en la que Solimán fue elegido líder de la revuelta. El movimiento se mantuvo en secreto hasta el año 64 AH (683/684 d. C.). Después de la muerte de Yazid y el comienzo de la Segunda Fitna, los iraquíes habían expulsado al gobernador omeya Ubayd Alá ibn Ziyad e Irak había caído bajo la influencia de Abd Allah ibn al-Zubayr. El colapso de la autoridad omeya facilitó las condiciones para los Tawwabin que empezaron a pedir apoyo públicamente hacia su causa.
El movimiento no tenía otros objetivos aparte de combatir a los omeyas y expiar el no haber auxiliado a Husáin. Su eslogan era "Ya Latharat al-Husayn" (en árabe: ِیا لثارات الحسین‎, lit. ''alzarse para vengar la sangre de Husáin''). Unas 16.000 personas se alistaron en el registro de Solimán. En secreto reunieron soldados y armas de Kufa y las tribus circundantes. Solimán se aseguró el soporte de líderes proto-chiíes en Basora y al-Madain por medio de cartas.

## Inicio de la rebelión
En el mes de rabi' al-thani del año 65 AH (noviembre/diciembre de 684), Solimán convocó a los hombres que se habían unido a su ejército al campamento de al-Nujayla, cerca de Kufa. De los 16.000 que habían prometido aparecer, solo 4.000 estaban presentes. Una de las razones fue que Mujtar al-Thaqafi creía que Solimán no tenía experiencia ninguna en guerras, de forma que muchos proto-chiíes del ejército de Juzai, especialmente aquellos provenientes de Madain y Basora, empezaron a abandonarle en gran número. Finalmente, 1.000 más abandonaron el ejército. El ejército pasó tres días en el campamento de al-Nujayla, y luego partió a Karbala a hacer duelo en la tumba de Husáin.

## Batalla de Ayn al-Warda
Tras visitar Karbala, el ejército llegó a la ciudad-fortaleza de Circesium (o Qarqisia, en lo que es hoy la ciudad de al-Busayrah en Siria). Los Tawwabin apuraron el paso hacia Ayn al-Warda (hoy Ra's al-Ayn, en la gobernación de la campiña de Damasco), donde encontraron un ejército omeya de 20.000 hombres, bajo las órdenes de Husáin ibn Numair. La batalla empezó el 4 de enero de 685 y duró tres días. Si bien los Tawwabin ganaron la ventaja en una primera escaramuza, a lo largo de los dos días siguientes la superioridad numérica del ejército omeya empezó para prevalecer. Finalmente, Solimán fue muerto en la batalla y los Tawwabin fueron aniquilados casi en su totalidad. Rifa bin Shaddad aconsejó a los sobrevivientes que regresaran y les llevó a Circesium (Qarqisia). Los pocos Tawwabin que sobrevivieron a la batalla se unieron a la rebelión de Mujtar al-Thaqafi. Estos habitantes de Kufa, quienes formaron la columna vertebral del movimiento de Al-Thaqafi, se autodenominaron Shia al-Mahdi, Shia al-Haqq o Shia al-Muhammad. En su libro, Los orígenes y desarrollo temprano del islam chií, Seyed Mohammad Jafari argumenta que si bien los Tawwabin fueron derrotados aparentemente, de hecho formaron la primera organización chií integrada, influida por las ideas de Husáin, para servir a la comunidad chií.